# Carbonado
Carbonado – miasto w Stanach Zjednoczonych, w stanie Waszyngton, w hrabstwie Pierce.